# Jak and Daxter: The Lost Frontier
Jak and Daxter: The Lost Frontier é um jogo de plataforma, desenvolvido pela High Impact Games e publicado pela Sony Computer Entertainment. Foi lançado para PlayStation Portable e PlayStation 2 em novembro de 2009.[carece de fontes?]